# Ginger & Rosa
Ginger & Rosa (Alternativtitel: Bomb, Ginger and Rosa) ist ein Filmdrama, welches im Jahr 2012 unter der Regie von Sally Potter entstand. Die Premiere des Films fand im September 2012 in Toronto, Kanada auf dem Toronto International Film Festival statt. Ginger & Rosa war ab dem 11. April 2013 in den deutschen Kinos zu sehen.

## Handlung
Ginger und Rosa leben in den frühen 1960er Jahren in London und sind unzertrennlich. In dieser Zeit kommt es in London zum Aufeinandertreffen der Tumulte des Kalten Krieges und der Aufregung der sexuellen Revolution. Beide Teenager rebellieren offen gegen ihre Familien und wollen nicht so enden wie ihre Mütter, denen sie nur Verachtung entgegenbringen. Ginger und Rosa rauchen, schwänzen die Schule und träumen von einem aufregenden Leben, doch Gingers Mutter Natalie, die von ihrem eigenen Leben frustriert ist, will die Freundschaft der beiden beenden. Natalie denkt nämlich, dass Rosa einen schlechten Einfluss auf ihre Tochter ausübt. Doch die beiden Freundinnen halten eng zusammen, auch noch als Ginger sich immer mehr politisch engagiert und sogar über die politische Situation des Kalten Krieges zu schreiben anfängt. Als Rosa aber schließlich eine Affäre mit Gingers Vater beginnt, scheint ihre tiefe Freundschaft diesem Druck nicht mehr standzuhalten.

## Kritik
Der Film bekam überwiegend positive Kritiken und bei Rotten Tomatoes erreichte Ginger & Rosa einen Wert von 78 %. In der Internet Movie Database wurde Ginger & Rosa mit 6,2 bewertet. Bei Metascore erreichte der Film 69/100.

„Ein Drama über Freundschaft, Coming-of-Age-Film, Zeitporträt: Dieser wundervolle Film mit seinen Bildern, die mehr als Worte ausdrücken, passt in keine Schublade.“

“It's quietly brutal stuff, beautifully acted by Fanning, Englert, Christina Hendricks and a word-twisting Alessandro Nivola.”

„[Dieser Film] ist ziemlich brutaler Stoff, ist aber von Elle Fanning, Christina Hendricks, Alice Englert und dem Worte verdrehenden Alessandro Nivola wunderbar gespielt.“

“Ms. Fanning, who is younger than her character, shows a nearly Streepian mixture of poise, intensity and technical precision. It is frightening how good she is and hard to imagine anything she could not do.”

„Mrs Fanning, die jünger als ihr Filmcharakter ist, spielt diesen mit Gelassenheit, Intensität und technischer Präzision. Ihre Darstellung ist erschreckend gut und es ist schwer vorstellbar was sie nicht spielen könnte.“

„Von der ätherischen Leichtigkeit und Musikalität, mit der frühere Potter-Filme wie Yes oder Orlando ihren Hang zur Thesenhaftigkeit inszenatorisch ausglichen, ist Ginger & Rosa weit entfernt. Es ist, als würde man 85 Minuten mit moralischem und dramatischem Ballast beladen, ohne am Ende recht zu wissen, wohin damit.“

„Die Coming-of-Age-Geschichte der Regisseurin Sally Potter konzentriert sich auf die beiden Hauptfiguren und ihr Umfeld, das zwar knapp, aber aussagestark gezeichnet ist. Die jungen Schauspielerinnen Elle Fanning und Alice Englert liefern eine grandiose, in jedem Moment überzeugende Darstellung, die von der Kamera in starken Bildern festgehalten ist. Die Atmosphäre der sechziger Jahre wird unterstrichen durch dezente Jazzmusik (inkl. ‚Take Five‘ und ‚Apache‘) und untermauert durch politische und philosophische Gespräche der beiden Mädchen und die Tagebuchnotizen von Ginger. […] Ein unbedingt sehenswerter Film nicht nur für ältere Mädchen und ihre Eltern.“

## Hintergrund
In Ginger & Rosa ist der erste Filmkuss von Elle Fanning zu sehen.
Christina Hendricks, die Gingers Mutter spielt, sang für den Filmsoundtrack das Lied The Man I Love.

## Soundtrack
Auf dem Soundtrack zum Film Ginger & Rosa befinden sich die folgenden Musiktitel:
1. L’il Darlin' – (Count Basie)
2. Bird Gets the Worm – (Charlie Parker’s All Stars)
3. Tutti Frutti – (Little Richard)
4. Take the “A” Train – (Duke Ellington)
5. I’m Getting Sentimental Over You – (Thelonious Monk)
6. Apache – (The Shadows)
7. Body and Soul – (Django Reinhardt)
8. The Man I Love – (Christina Hendricks)
9. Pony Time – (Chubby Checker)
10. Fantasie – (Vronsky & Babin)
11. Petite – (Sidney Bechet)
12. I Don’t Stand a Ghost of a Chance With You – (Thelonious Monk)
13. Take Five – (Dave Brubeck Quartet)
14. Blue in Green – (Miles Davis)
15. All Of Me – (Les Paul)
16. The Man I Love – (Thelonious Monk)

## Auszeichnungen
British Independent Film Awards 2012
- Nominiert:
  - British Independent Film Awards/Best Actress: Elle Fanning
  - British Independent Film Awards/Best Supporting Actress Award: Alice Englert
  - British Independent Film Awards/Best Technical Achievement: Robbie Ryan – Kamera

56. London Film Festival
- Nominiert:
  - London Film Festival/Best Film: Ginger & Rosa

Broadcast Film Critics Association Awards
- Nominiert:
  - Broadcast Film Critics Association Awards/Best Young Actor: Elle Fanning

Critics’ Choice Movie Awards 2013
- Nominiert:
  - Critics’ Choice Movie Awards 2013/Best Young Actress: Elle Fanning

Santa Barbara International Film Festival
- Gewonnen:
  - Santa Barbara International Film Festival/Virtuoso Award: Elle Fanning

Tallinn Black Nights Film Festival
- Gewonnen:
  - Tallinn Black Nights Film Festival/Spezial Prize: Ginger & Rosa

Valladolid International Film Festival
- Gewonnen:
  - Valladolid International Film Festival/Best Film: Elle Fanning

Die Deutsche Film- und Medienbewertung FBW in Wiesbaden verlieh dem Film das Prädikat besonders wertvoll.